# MDPV
MDPV (alternativni naziv: metilendioksipirovaleron ) je psihotropna tvar. Dio skupine novih psihoaktivnih tvari. U Hrvatskoj su uvrštene izmjenama i dopunama uvrštene na Popis droga, psihotropnih tvari i biljaka iz kojih se može dobiti droga te tvari koje se mogu uporabiti za izradu droga donesenim od strane Ministarstva zdravstva i socijalne skrbi Republike Hrvatske ( Narodne novine br.: 19, 11. veljače 2011.). 
Kemijsko ime je 1-(benzo[d][1,3]dioksol-5-il)-2-(pirolidin-1-il)pentan-1-on . MDPV je pirolidinofenon (katinon), blisko povezan s pirovaleronom, kategoriziranom supstancom (Konvencija UN-a iz 1971., Kategorija IV). MDPV je stimulant SŽS-a koji djeluje tako da otpušta i blokira povrat monoaminskih neurotransmitera kao što su dopamin (DA) i norepinefrin (NE).

## Vanjske poveznice
- https://www.uredzadroge.hr  Arhivirana inačica izvorne stranice od 30. prosinca 2019. (Wayback Machine)
- https://www.nijd.uredzadroge.hr  Arhivirana inačica izvorne stranice od 30. prosinca 2019. (Wayback Machine)